# Estremoz
Estremoz – miejscowość położona w Portugalii, w dystrykcie Évora, w regionie Alentejo, w podregionie Alentejo Central.

## Krótki opis
Jedno z tzw. Marmurowych Miast, nazywane tak ze względu na powszechne zastosowanie tego budulca w architekturze miasta. Pobliskie kamieniołomy eksploatują jedne z największych złóż marmuru w Europie. Miejscowość jest siedzibą gminy o tej samej nazwie.
Od XVII wieku w Estremoz wytwarzane są tradycyjne gliniane figurki, wpisane w 2017 roku na listę reprezentatywną niematerialnego dziedzictwa kulturowego UNESCO.

## Demografia
| Liczba ludności gminy Estremoz (1801–2011) | Liczba ludności gminy Estremoz (1801–2011) | Liczba ludności gminy Estremoz (1801–2011) | Liczba ludności gminy Estremoz (1801–2011) | Liczba ludności gminy Estremoz (1801–2011) | Liczba ludności gminy Estremoz (1801–2011) | Liczba ludności gminy Estremoz (1801–2011) | Liczba ludności gminy Estremoz (1801–2011) | Liczba ludności gminy Estremoz (1801–2011) | Liczba ludności gminy Estremoz (1801–2011) |
| ------------------------------------------ | ------------------------------------------ | ------------------------------------------ | ------------------------------------------ | ------------------------------------------ | ------------------------------------------ | ------------------------------------------ | ------------------------------------------ | ------------------------------------------ | ------------------------------------------ |
| 1801                                       | 1849                                       | 1900                                       | 1930                                       | 1960                                       | 1981                                       | 1991                                       | 2001                                       | 2004                                       | 2011                                       |
| 10 722                                     | 8 504                                      | 16 238                                     | 20 550                                     | 23 201                                     | 18 073                                     | 15 461                                     | 15 672                                     | 15 064                                     | 14 298                                     |

## Sołectwa
Sołectwa gminy Estremoz (ludność wg stanu na 2011 r.):
- Arcos – 1152 osoby
- Évora Monte – 569 osób
- Glória – 532 osoby
- Santa Maria – 6284 osoby
- Santa Vitória do Ameixial – 342 osoby
- Santo André – 2378 osób
- Santo Estêvão – 74 osoby
- São Bento de Ana Loura – 32 osoby
- São Bento do Ameixial – 335 osób
- São Bento do Cortiço – 699 osób
- São Domingos de Ana Loura – 341 osób
- São Lourenço de Mamporcão – 524 osoby
- Veiros – 1036 osób